# 居切站
居切站（日语：／ Igiri eki */?）是位於茨城縣神栖市，鹿島臨海鐵道鹿島臨港線的車站。現已廢除。
啟用當初為貨運車站，但是一直以來沒有貨運量。在1978年（昭和53年）開設客運業務，同年也廢除車站。

## 歷史
- 1970年（昭和45年）7月21日 : 貨運車站啟用。
- 1978年（昭和53年）
  - 7月25日 : 開設客運業務。
  - 11月1日 : 由於沒有使用量，車站廢除。

## 相鄰車站
鹿島臨海鐵道
鹿島臨港線
北鹿島－居切－神栖